# 李縱 (金州刺史)
李纵（?—?），赵州（今河北赵县）人，唐朝官員。
礼部侍郎李希言之子，同州刺史李紓之兄長。詩人李端的叔兄。李纵於大歷期間曾擔任著作郎、大理司直，累官常州別駕。曾官金州刺史。与诗僧皎然、卢纶等有交往。